# 김성환 (1953년)
김성환(金星煥, 1953년 4월 13일 ~ )은 대한민국의 외교관이다. 제36대 외교통상부 장관을 지냈다.

## 주요 경력
- 2021년 11월 ~ : 제1대 태재 아카데미 원장
- 2020년 11월 ~ 2022년 1월 : 국제평화재단 이사장
- 한국국가전략연구원 자문위원
- 2019년 4월 ~ : 보다나은미래를위한 반기문재단 운영위원
- 2017년 12월 ~ : 안민정책포럼 고문
- 2016년 3월 ~ 한양대학교 특훈교수
- 2014년 3월 ~ 2020년 강원문화재단 이사장
- 2013년 서울대학교 글로벌사회공헌단 단장, 국제대학원 방문교수
- 2010년 10월 ~ 2013년 3월 제36대 외교통상부 장관
- 2008년 6월 ~ 2010년 10월 대통령실 외교안보수석비서관
- 2008년 3월 ~ 2008.06 외교통상부 제2차관
- 2006년 주오스트리아대사관 대사
- 2005년 외교통상부 기획관리실 실장
- 2002년 주우즈베키스탄대사관 대사
- 2001년 외교통상부 북미국 국장
- 2000년 외교통상부 북미국 심의관
- 1997년 주미국대사관 참사관
- 1995년 외교통상부 인사기획담당관
- 1993년 외무부 동구과 과장
- 1990년 주러시아대사관 1등서기관
- 1989년 주인도대사관 1등서기관
- 제10회 외무고시

## 학력
- 1972년 경기고등학교 졸업
- 1976년 서울대학교 경제학 학사
- 1987년 영국 런던 대학교 대학원 영어영문학과 문학석사

## 논란 관련 사태

### 인사청문회 쟁점의혹과 해명[1]

#### 병역등급판정 의혹과 해명
김성환 장관은 1975년 징병검사때 현재의 1급에 해당하는 갑종으로 현역병 입대 판정을 받았다. 그러나 외교부 입부(1976년) 이후인 1977년 다시 실시된 징병검사에서는 현재의 4급에 해당하는 을종으로 보충역 판정을 받았다. 이유는 선천성 '턱관절 장애, 저작장애'였다. 야당 의원들은 당초 1차 징병검사 때 드러나지 않았던 선천적 장애가 불과 2년 뒤의 2차 징병검사에서 발견된 경위가 석연치 않다며 의문을 제기했다.
이에 대해 김성환 장관은 선천성 탈구 증세가 있었지만 평소에는 심각하지 않다고 생각해 그냥 지내다가 1977년 증세가 심해지면서 심각성을 알게 됐고 1977년 실시된 재검에서 결국 탈구 판정을 받았다"며 "지금도 하악 관절에 불편함을 느끼고 있다고 한다"고 해명했다. 이 후 종합병원에서 받은 관련 진단서를 국회 외교통상통일위원회 위원장 앞으로 발송했다.

#### 세금탈루 의혹과 해명
김성환 장관은 2004년 8월19일 서울 종로구 구기동 빌라를 2억3천만원에 매입했다고 계약서에 작성했지만 실제 매입가액은 4억7천만원으로 밝혀졌다. 부동산 매매가액을 축소신고한 `다운계약서'를 작성한 것이다. 또 2004년 9월22일 경기도 고양시 일산구 소재 아파트를 4억5천500만원에 매도했으나 계약서에는 1억7천만원으로 기재한 것으로 밝혀졌다. 야당 의원들은 고의로 탈세한 것으로 형사처벌 대상이며 즉시 탈루액을 납부해야한다고 주장했다.
이에 대해 김성환 장관은 "청문회를 준비하면서 빌라 매수계약서가 신고거래액보다 낮게 작성된 사실을 알게 됐다"고 해명했다. 외교부 관계자는 "당시에는 관행이었던 것으로 알고 있으며 공인중개사가 매입자를 위해 그렇게 한 것으로 보인다"고 대신 해명했다. 이후 문제가 된 세금차액은 이후 전액 납부하였다.

## 가족 관계
- 아내 이숭덕(李崇德,1954.2.5)
- 장녀 김예경(金藝炅,1978.10.29)
- 차녀 김수경(金秀炅,1983.9.24)

## 기타
- 주미 1등 서기관, 북미국 심의관, 북미국장을 섭렵한 대표적 북미 라인이다.
- 1985년부터 2년간 영국 런던대에서 러시아어와 러시아 정치학을 공부하고 주러시아 1등 서기관과 동구과장을 역임해 미국과 러시아에 모두 정통한 외교관으로 평가받고 있다.[2]